# Tolerans (biologi)
Tolerans inom biologi avser en organisms motståndskraft mot ogynnsamma miljöförhållanden. Biologisk tolerans är beroende både av ärftliga faktorer och av den miljö organismen varit exponerad för.